# Entre el amor y los halagos
"Entre el Amor y los Halagos" é uma canção do cantor porto-riquenho Ricky Martin, extraída como sétimo single de seu segundo álbum de estúdio em carreira solo, intitulado Me Amarás (1993). A canção foi lançada em 13 de dezembro de 1993.
A canção alcançou a décima-segunda posição na Hot Latin Tracks dos Estados Unidos.

## Formatos e lista de faixas
U.S./Latin America promotional CD single
1. "Entre el Amor y los Halagos" – 4:18

## Charts
| Chart (1994)                    | Melhor posição |
| ------------------------------- | -------------- |
| U.S. Billboard Hot Latin Tracks | 12             |